# Oxalis depressa
Oxalis depressa är en harsyreväxtart som beskrevs av Eckl. & Zeyh.. Oxalis depressa ingår i släktet oxalisar, och familjen harsyreväxter. Inga underarter finns listade i Catalogue of Life.